# Молліс
Молліс (нім. Mollis) — колишня комуна в Швейцарії, в кантоні Гларус.
1 січня 2011 року увійшла до складу комуни Північний Гларус (Гларус Норд).
Населення складає 3031 особа (на 31 грудня 2006 року ). Офіційний код — 1617.
У Моллісі знаходиться будинок-музей, присвячений останній в Європі жінці, звинуваченій у чаклунстві — Ганні Гельді. Гельді була обезголовлена за отруєння в 1782, і більш ніж через 200 років урочисто виправдана в 2008.

## Аеродром

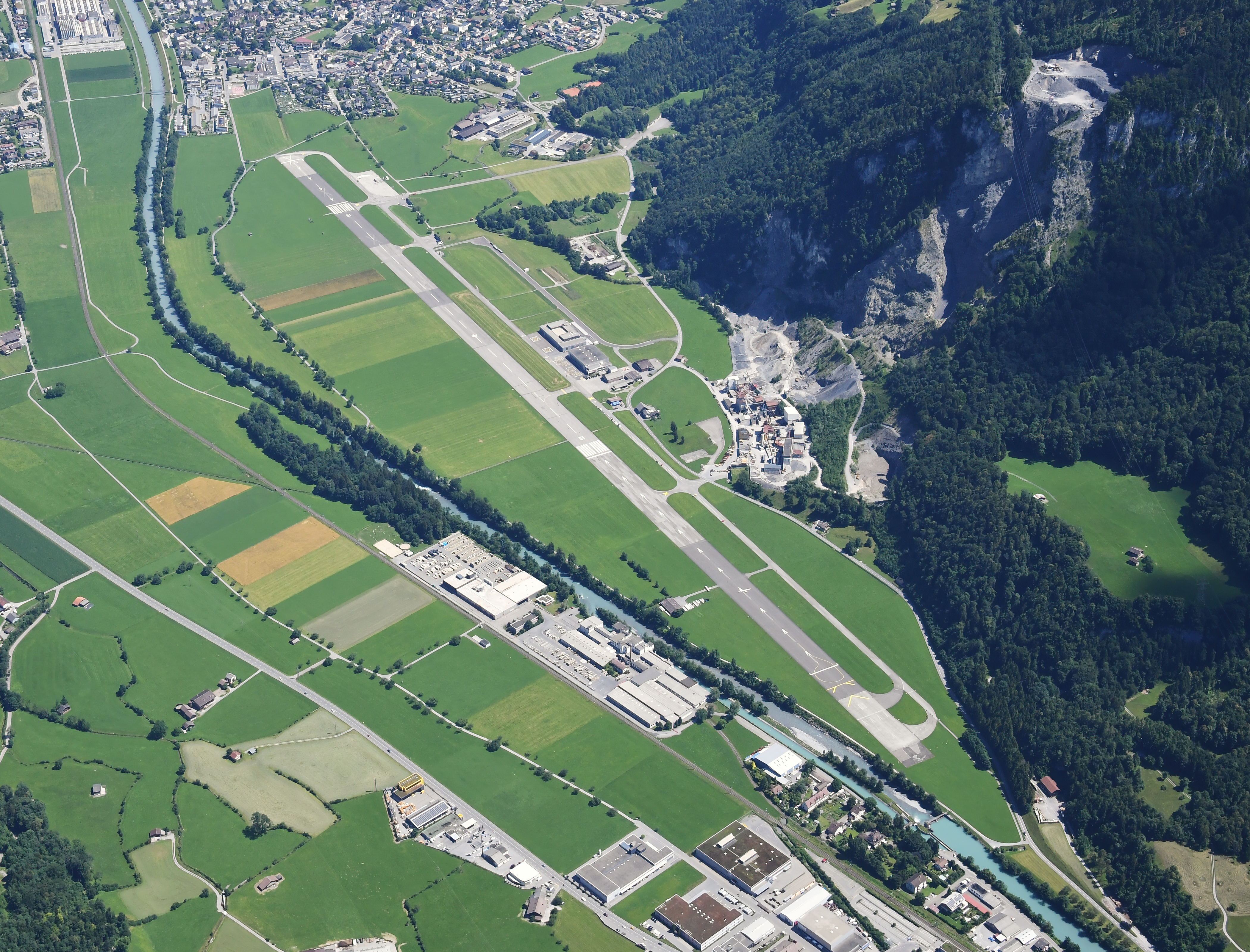
Аеродром з пташиного польоту
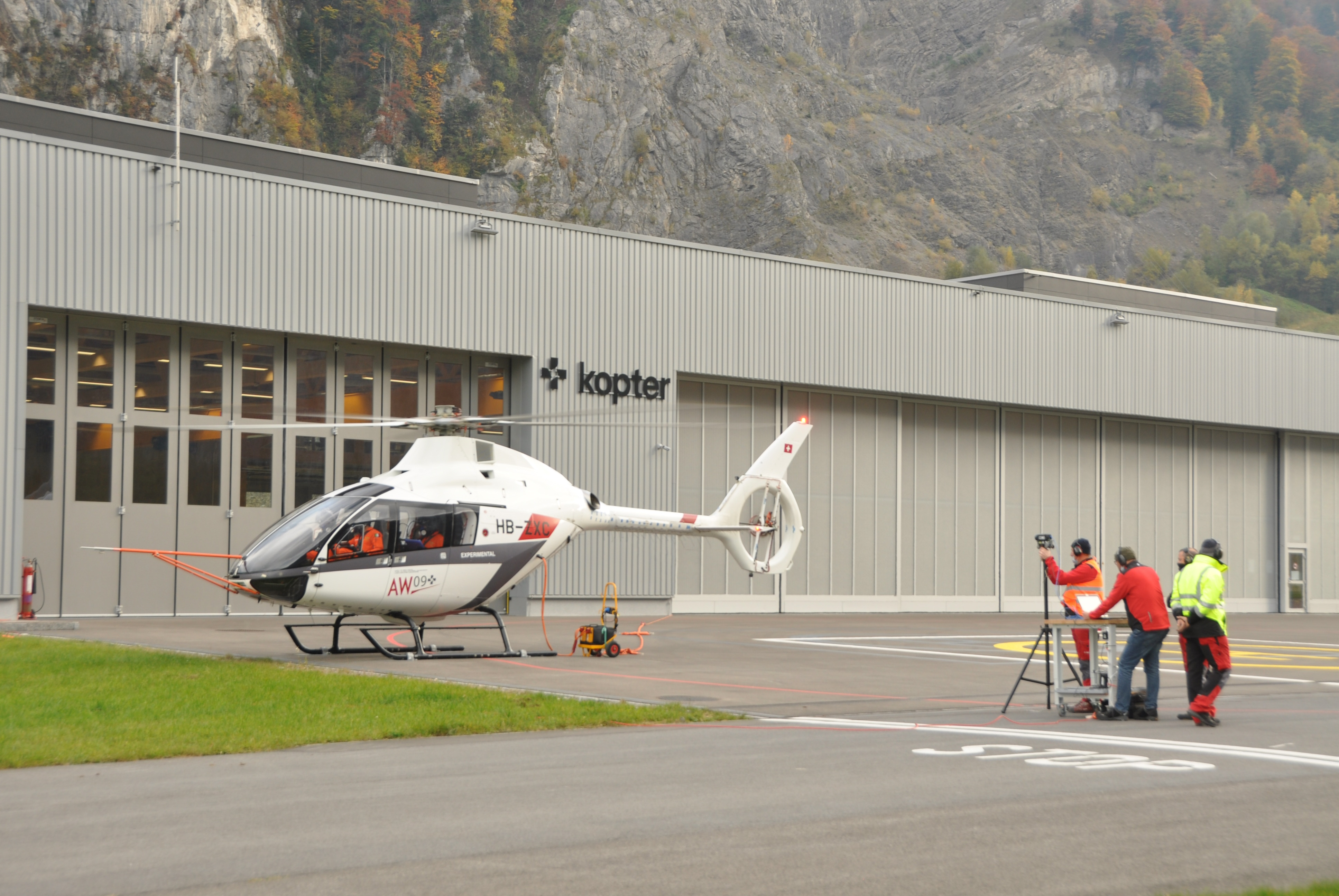
Гелікоптер Marenco SKYe SH09 (серійний номер HB-ZXC) в аеропорту Молліс, жовтень 2021
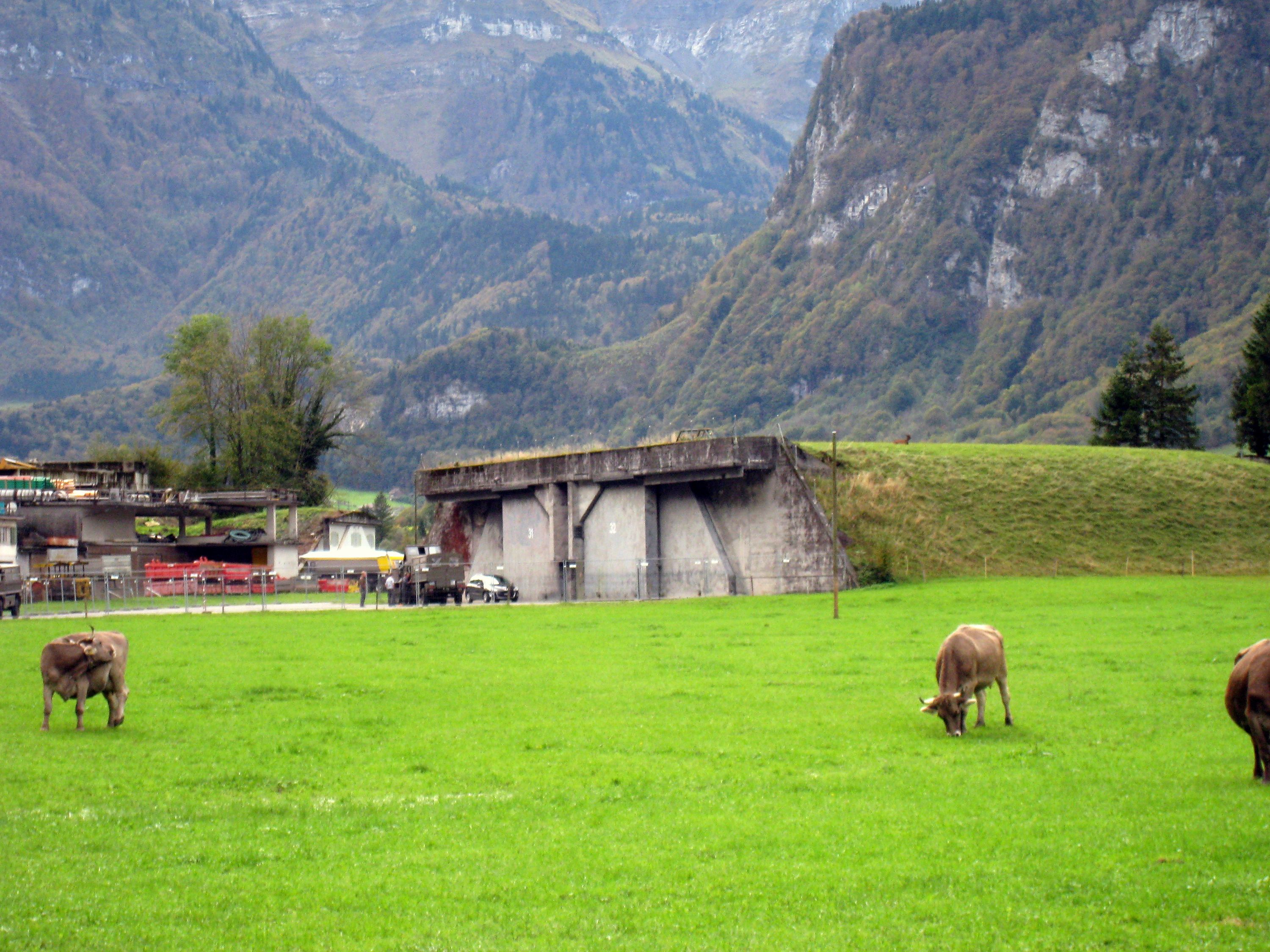
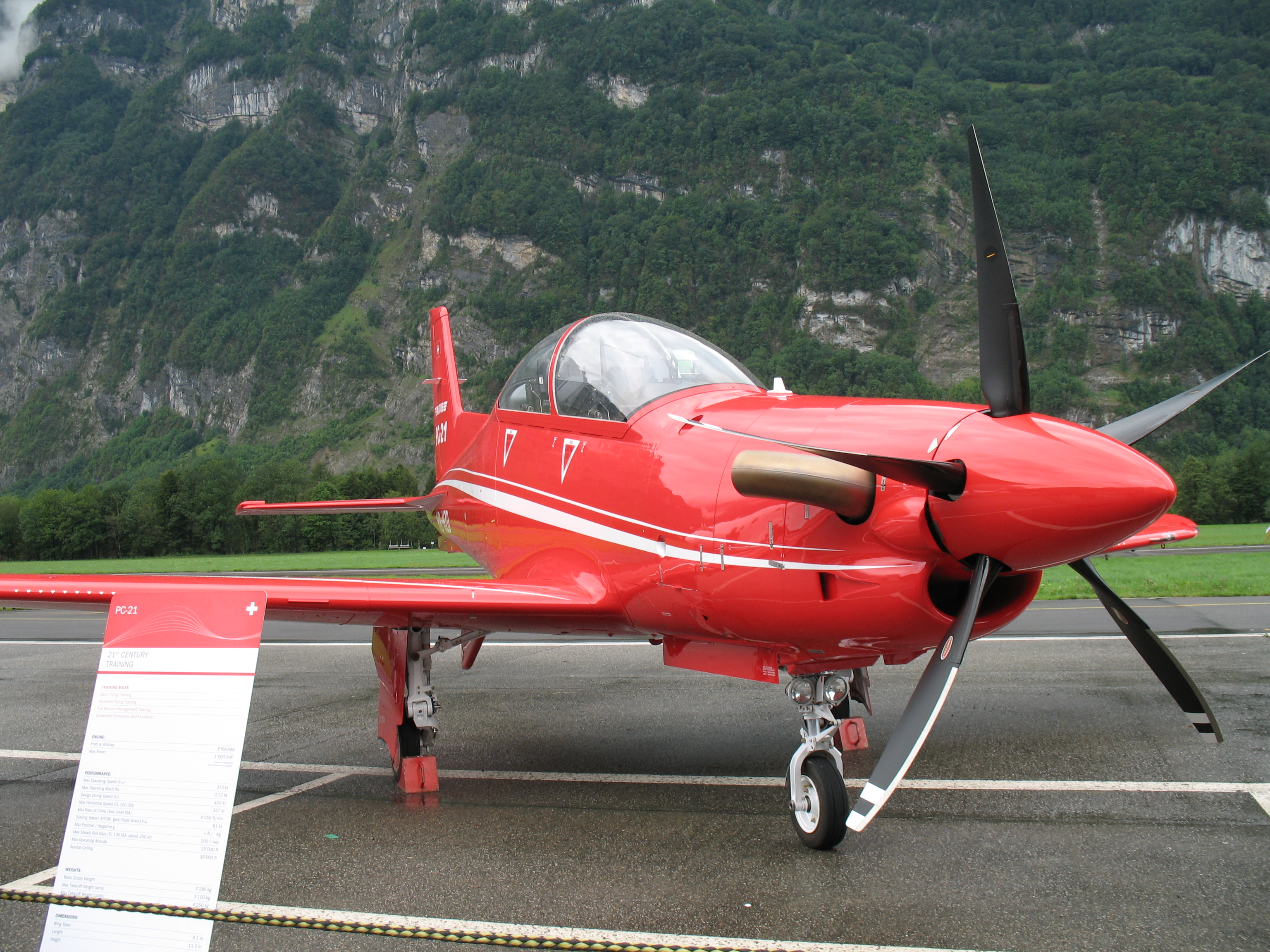
Pilatus PC-21 на Air Mollis 2006
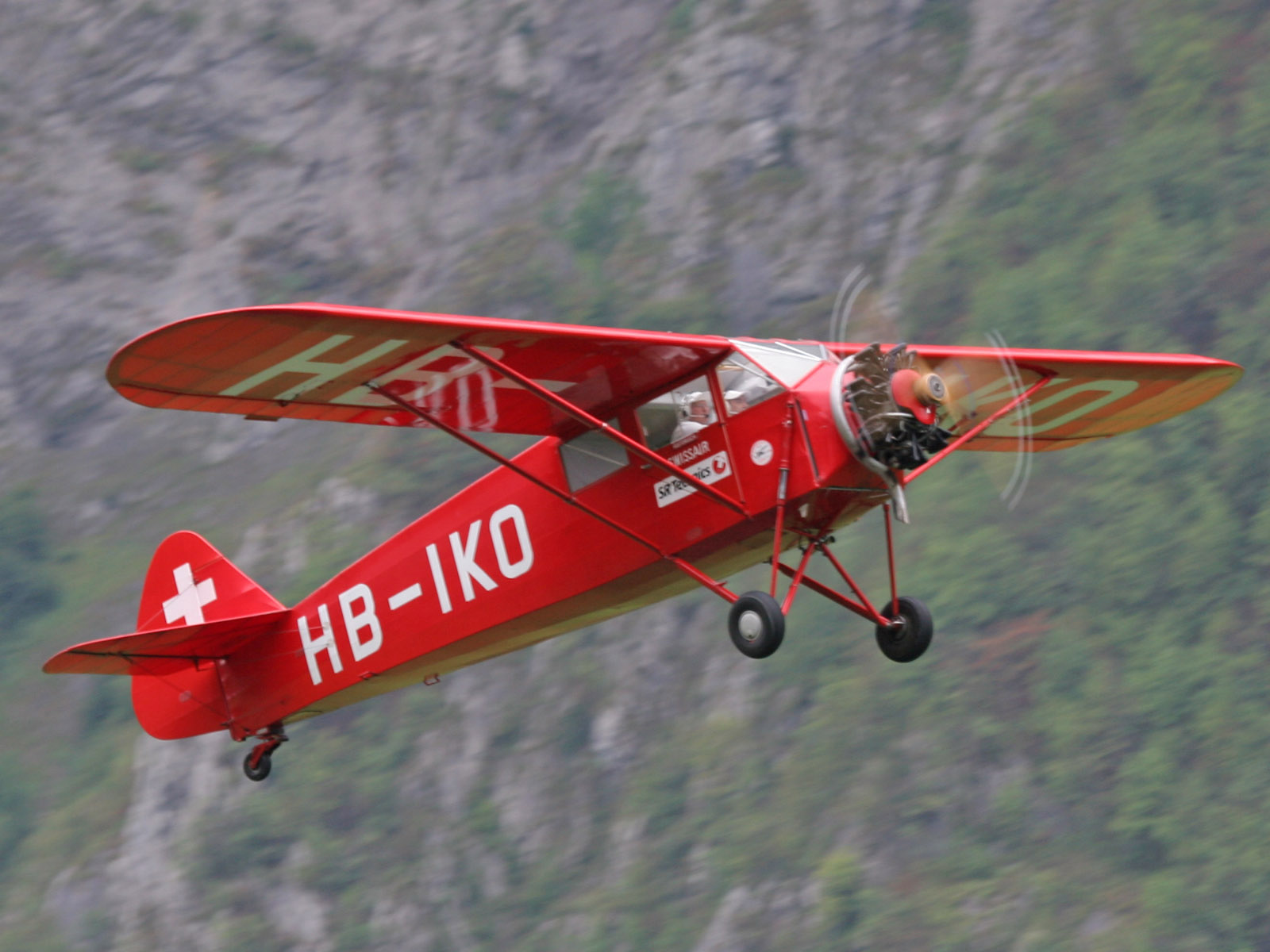
Comte AC4 "Gentleman" HB-IKO
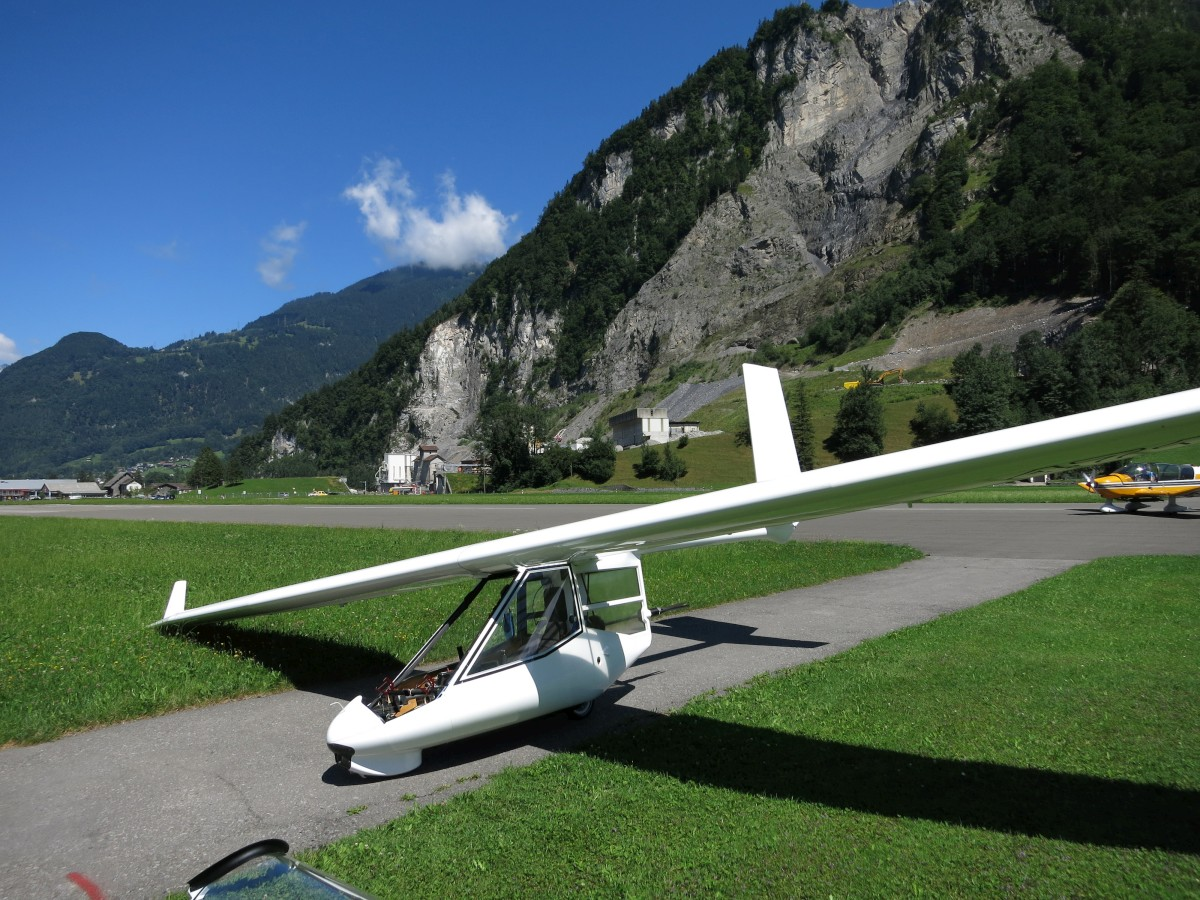
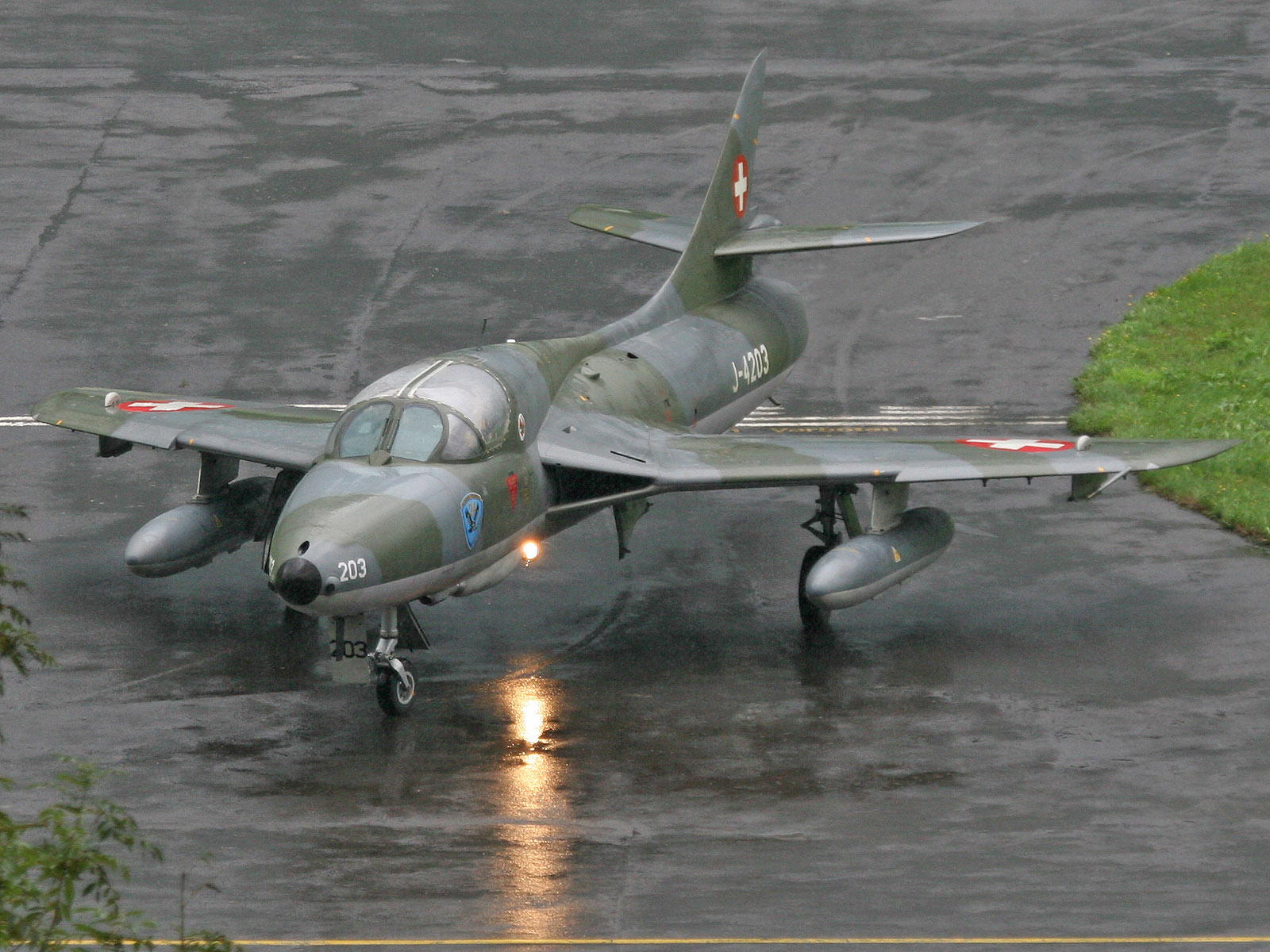
Hawker Hunter T.Mk.68 J-4203 в аепорту Молліс, 2005
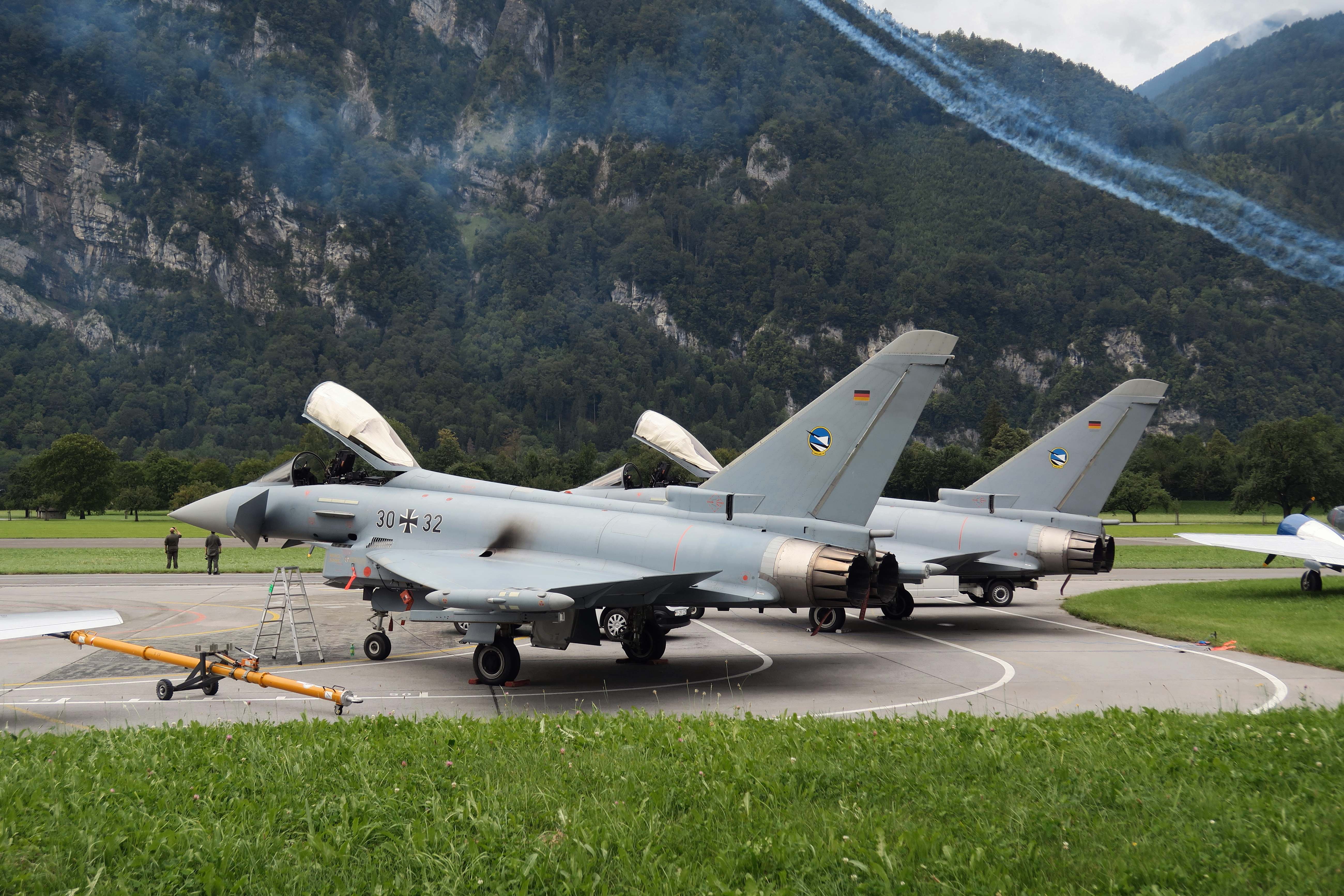
Два Euro Fighter (German Air Force) на авіашоу у Моллісі, 6 серпня 2016.
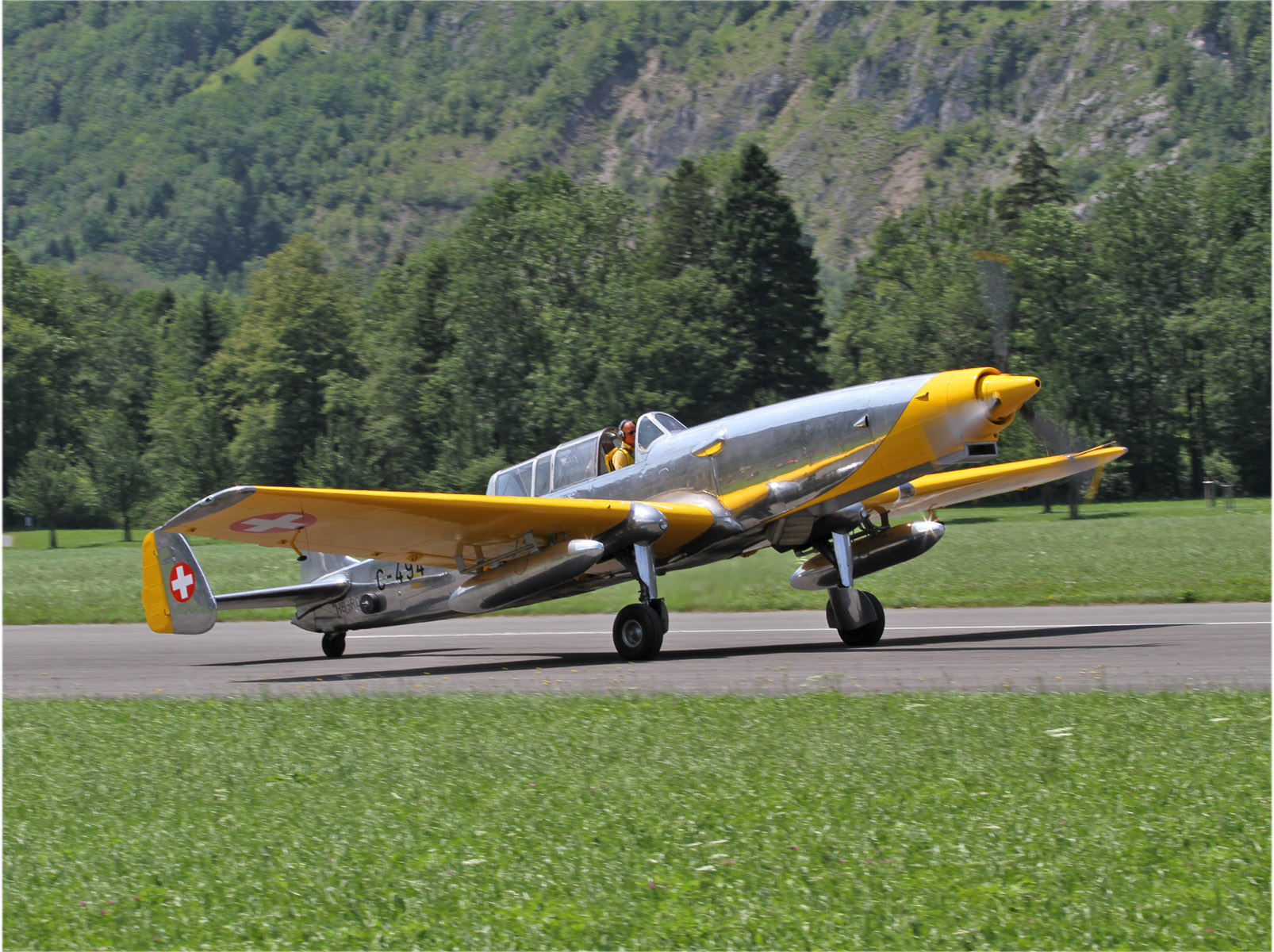
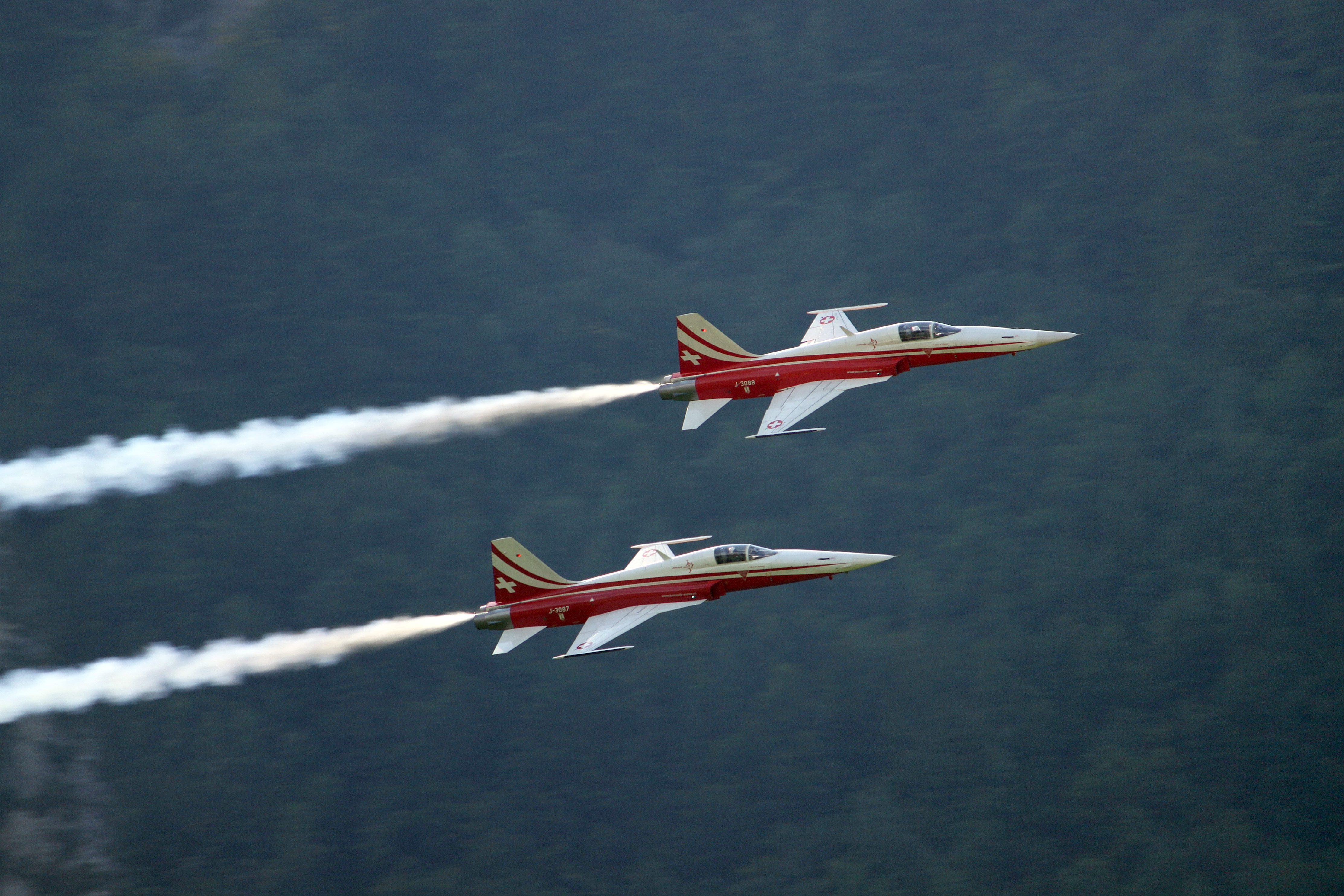
Patrouille Suisse F-5E Tiger II у 2013 році

На південь від міста знаходиться аеродром.